# Анастас Абазов
Анастас (Атанас) Кръстев Абазов е български търговец, общественик и революционер, деец на Вътрешната македоно-одринска революционна организация.

## Биография
Абазови са от Горно Градче, откъдето дядото на Анастас, Митре се преселва в Зеленград, където се занимава с животновъдство и търговия с дървен материал. В началото на 80-те години на XIX век Кръстьо Митрев Абазов се мести в градчето Злетово, тъй като синът му Анастас и племенникът му Йосиф са заловени от Румена войвода и богатите братя Кръстьо и Атанас са принудени да платят 7000 гроша откуп.
Синът на Кръстьо Анастас Абазов наследява търговията с дървен материал, като търгува с колониални стоки и спиртни напитки. Купува стоките от Щип или от Солун. Търговията на Абазов постепенно пренася в Злетово градския начин на живот и подпомага развитието на икономиката на градчето. Семейството му заедно с тези на Арсо Генов и на Хаджи Димитър Гуцев е едно от трите най-богати и видни в Злетово.
Анастас Абазов влиза в редиците на ВМОРО още преди Илинденско-Преображенското въстание и подпомага местните ръководители учителите Григор Манасиев и Йосиф Даскалов, като къщата му е квартила на организацията. В 1901 година става ръководител на местната организация на ВМОРО в Злетово. След Солунските атентати през април 1903 година, на 24 март е арестуван от властите заедно със сина си Славчо Абазов, заради революционната си дейност. Анастас е освободен поради липса на доказателства, но Славчо е осъден на три години затвор.
По време на Балканската война Анастас Абазов е арестуван от сръбските власти, обвинен, че се оплаква от престъпленията на сръбските власти в Кратовско и роднините му отправят молба за помощ към македонския военен губернатор генерал-майор Михаил Вълков. По време на Междусъюзническата война семейството на Абазов е интернирано от Злетово в Куманово.